# Doubs
Der Doubs [du] (deutsch antiquiert die Dub) ist ein französisch-schweizerischer Fluss im Osten Frankreichs und im Nord-Westen der Schweiz. Er ist ein linker und der größte Nebenfluss der Saône. In der Antike führte der Doubs, der im Gebiet der Sequaner lag, den Namen Dubis und wurde u. a. von Julius Caesar und Strabon erwähnt.

## Name
Der Name des Flusses ist keltischen Ursprungs und bedeutet „schwarz“.
Caesar erwähnt den Doubs in seinen Commentarii de bello Gallico, wo er ihn Dubis nennt. Deshalb wurde der Name manchmal auf das lateinische dubius: „ungewiss“, „zweifelhaft“ zurückgeführt. Diese Erklärung gilt heute aber als falsch.

## Geographie

### Quelle
Die Source du Doubs (deutsch «Quelle des Doubs») ist eine mächtige Karstquelle in einem stark verkarsteten Bereich des Juragebirges. Sie liegt bei Mouthe, im Regionalen Naturpark Haut-Jura, auf einer Höhe von 937 m am Fuß der bewaldeten, bis zu 1419 m hohen Bergkette des Mont Risoux, auf der die Grenze zwischen Frankreich und der Schweiz verläuft. Der Doubs entspringt einer Höhle im Felsen aus einem kleinen, etwa fünf Meter tiefen Quelltopf. Die Quelle schüttet durchschnittlich 1740 Liter pro Sekunde und ist der Ausgang eines komplexen Höhlensystems mit mehreren Siphons. Die Schüttung kann sehr stark variieren. Am Felsen über der Quelle kann man mehrere Gesteinsschichten unterscheiden. Unterhalb der Quelle stürzt der Fluss über einen kleinen Wasserfall hinab. Etwa zwei Kilometer unterhalb der Source du Doubs mündet der ungefähr neun Kilometer lange Cébriot in den Doubs.

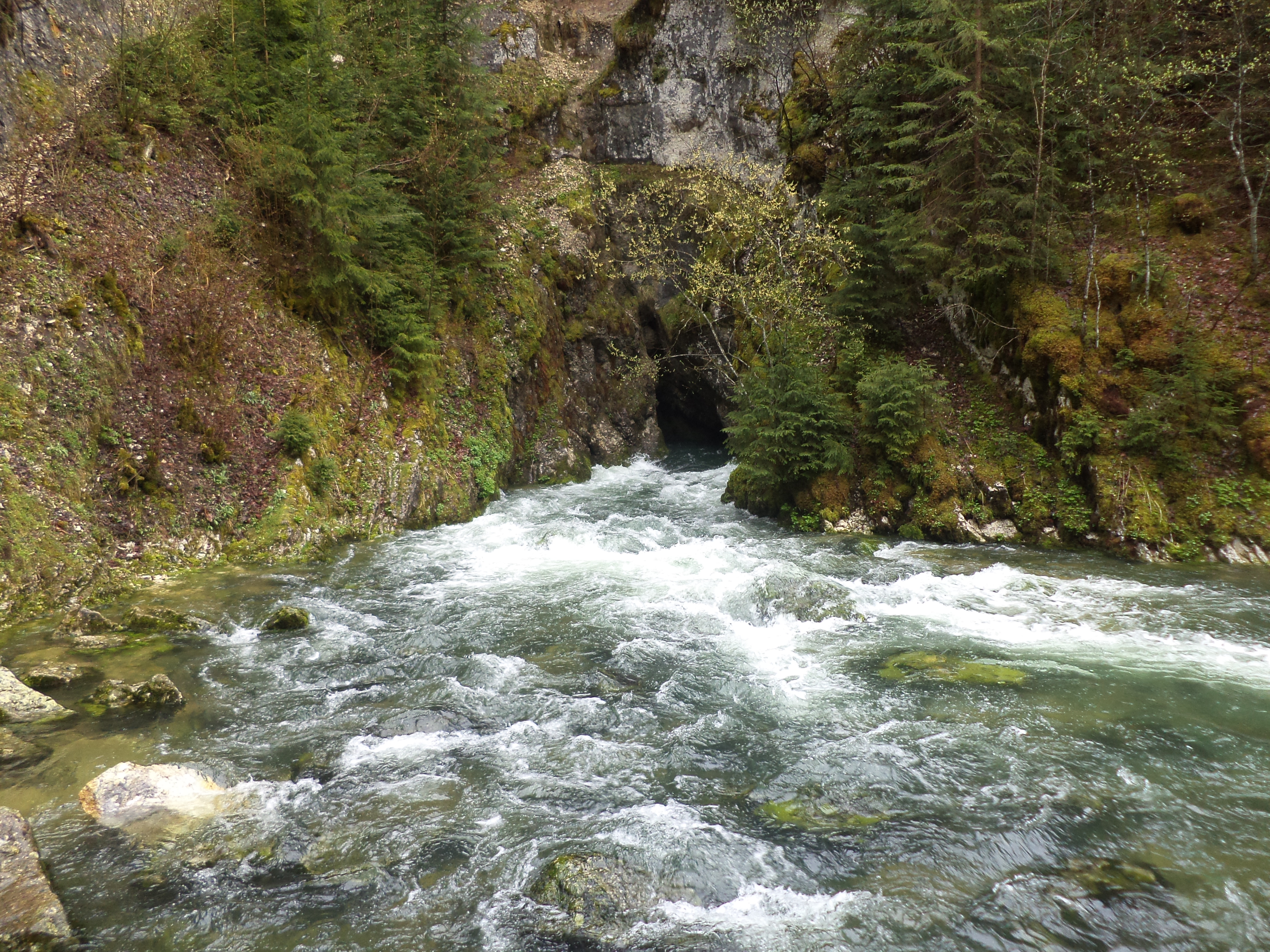
Quelle des Doubs
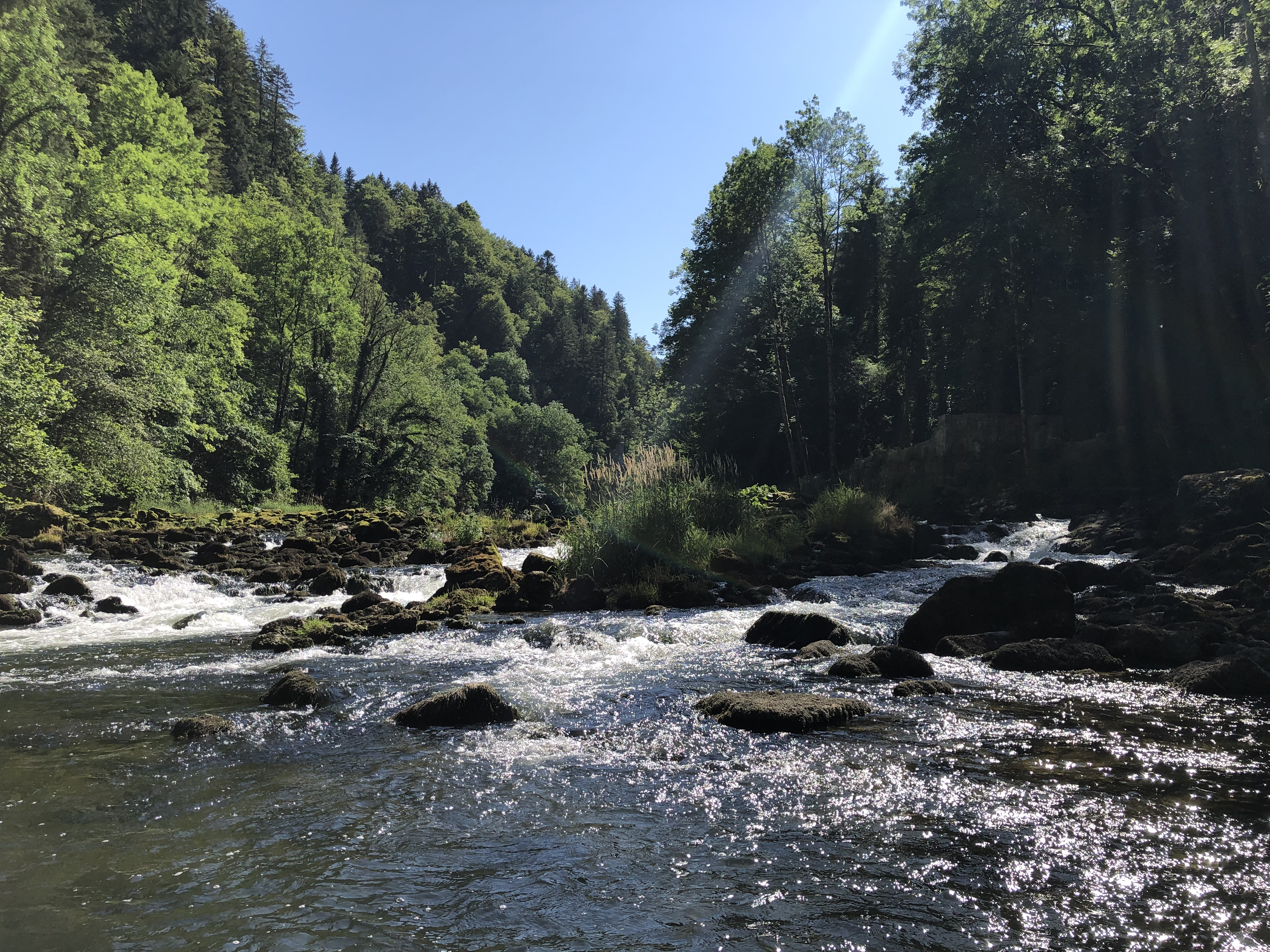
Zwischen Biaufond und La Goule

### Verlauf
Der Doubs wendet sich nach seiner Quelle zunächst nordöstlich durch Pontarlier, durchfließt in seinem Lauf den Grenz-Stausee Lac de Moron in Richtung Delémont, wobei er ab Les Brenets die Grenze zur Schweiz bildet. Er stürzt über den Saut du Doubs, einen 27 m hohen Wasserfall, herab und fließt später auf einem kurzen Stück von etwa 29 km ganz auf Schweizer Hoheitsgebiet. Dieser Flussabschnitt wird Clos du Doubs genannt. Vor Saint-Ursanne ändert der Fluss seine Richtung wieder gegen Westen und verlässt das Schweizer Terrain bei Ocourt und La Motte auf der Schweizer Seite und Brémoncourt auf der französischen Seite.

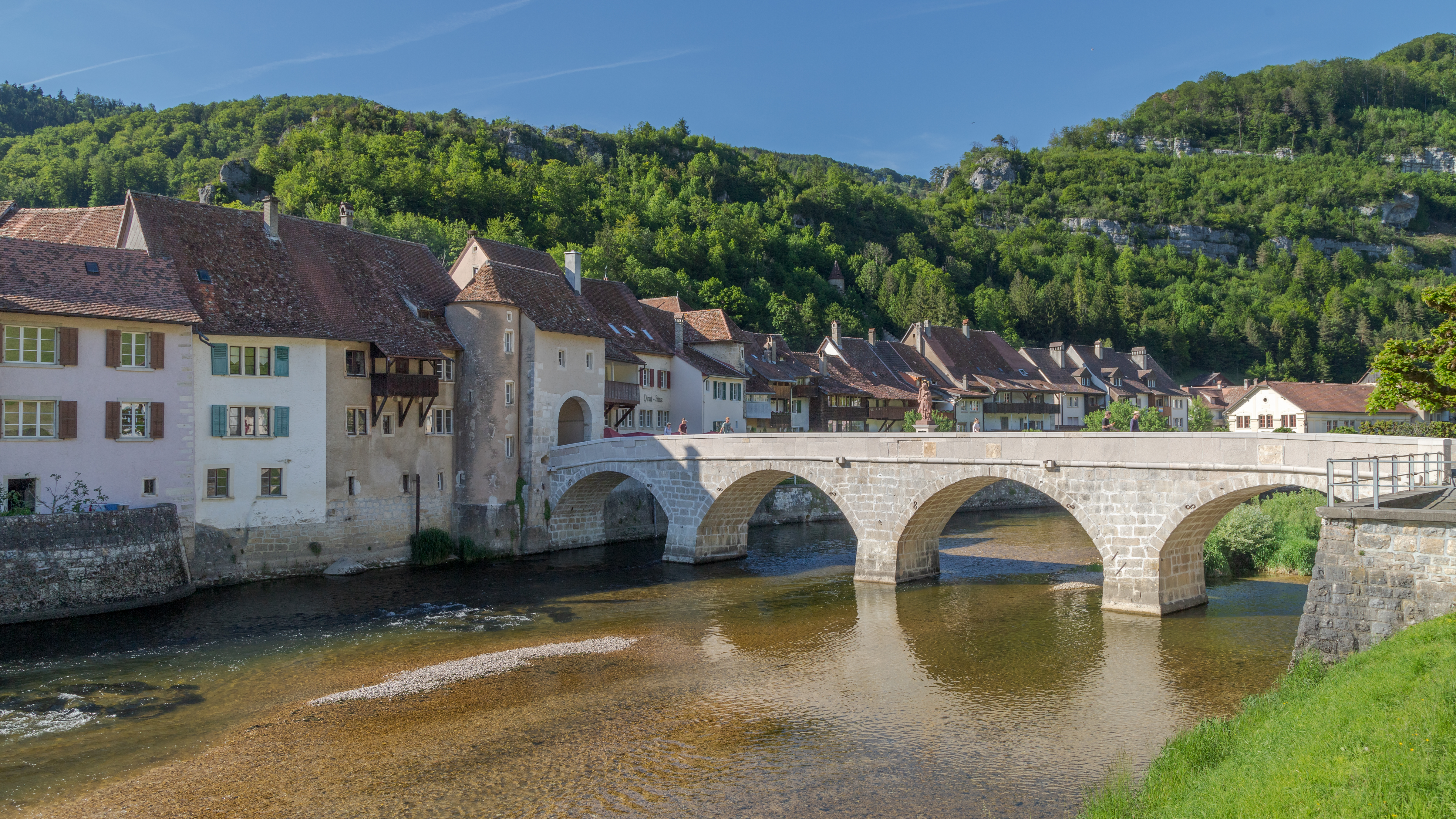
Saint-Ursanne

Eine Besonderheit bildet der Grenzverlauf des Doubs entlang der französisch-schweizerischen Landesgrenze im Abschnitt des Kantons Jura. Anders als bei Flüssen sonst allgemein üblich, verläuft die Grenze nicht in der Flussmitte, sondern der Doubs gehört dort ganz zu Frankreich. Dies ergab sich aufgrund von Verträgen zwischen dem Fürstbischof von Basel und dem König von Frankreich.
Die Geschwindigkeit der Strömung des Doubs ist nicht auf allen Abschnitten gleichmäßig, an manchen Stellen fließt er ruhig mit nur 5 km/h, an anderen viel schneller, bis zu 12 km/h. Die Breite des Flussbetts variiert von 6 bis 30 Meter (Durchschnitt) und bei den Seen bis zu 200 Meter. Die Umgebung des Flusses ist in vielen Abschnitten kaum besiedelt und wegen der steilen Talflanken schwer zugänglich.
Ab Saint-Ursanne westlich fließend erreicht der Doubs wieder das Gebiet von Frankreich und fließt unterhalb von Saint-Hippolyte, wo er links den Dessoubre aufnimmt, durch ein Quertal der Montagnes du Lomont nach Norden bis Audincourt. Hier nimmt er gleich darauf rechts die Allaine auf, wendet sich dann in seinem Unterlauf nach Südwesten und strebt über Baume-les-Dames, Besançon und Dole, wo er links die Loue aufnimmt, der Saône zu, in die er in 170 m Höhe in Verdun-sur-le-Doubs etwa 16 Kilometer nordöstlich von Chalon-sur-Saône mündet.
Ab Goumois (neben dem französischen Ort gibt es auf Schweizer Seite eine gleichnamige Gemeinde), dem Weiler Clairbief auf der französischen Grenze oder ab Soubey werden für die Strecke in Richtung Saint-Ursanne Kajaks angeboten. Die Strecke zwei Kilometer nach Soubey kann je nach Wasserstand wegen der herausragenden Steine und der starken Strömung in der Klus sehr gefährlich sein. Auf einer Länge von ca. zwei Kilometern ist die Schwierigkeit gemäß Wildwasserschwierigkeitsskala III.
Der Doubs ist rund 453 Kilometer lang, wobei Quelle und Mündung nur etwa 90 Kilometer voneinander entfernt liegen. Er entwässert ein Gebiet von ungefähr 7710 km². Er hat Merkmale eines Karstflusses wie z. B. eine sehr unregelmäßige Wasserführung (zwischen 21 m³/s bei Niedrigwasser und 1430 m³/s beim Hochwasser im Februar 1990). Teile des Wassers des Doubs versickern bei Pontarlier und kommen in der Karstquelle der Loue bei Ouhans wieder zum Vorschein. Dieses Phänomen wurde entdeckt, als 1901 eine Absinth-Destillerie in Pontarlier in Brand geriet und größere Mengen Absinth in den Fluss strömten. Einige Tage später roch das Wasser der Loue stark nach Anis. Spätere Färbungsversuche bestätigten diese Beobachtung.

### Nebenflüsse
Die Zuflüsse des Doubs sind (flussabwärts):
| Linke Zuflüsse: - Cébriot, 8 km - Taverne, 10 km - Ruisseau du Saut, 6 km - Drugeon, 39 km - Ruisseau de la Tanche, 4 km - Bief de Fuesse, 4 km - Raie de Charbonney, 3 km - Bief de Tevey, 1 km - Dessoubre, 33 km - Barbèche, 14 km - Ranceuse, 8 km - Ruisseau du Monnot, 1 km - Ruisseau des Noyes, 3 km - Cusancin, 13 km - Cascade du Rougnon - Ruisseau de Arcier - Ruisseau des Mercureaux, 5 km - Ruisseau du Moulin Caillet, 4 km - Ruisseau de l’Étang, 2 km - Morte, 11 km - Bief de la Fontaine, 2 km - Clauge, 35 km - Loue, 122 km - Orain, 39 km - Charetelle, 9 km - Guyotte, 41 km | rechte Zuflüsse: - Bief Rouge, 7 km - Bief Blanc, 3 km - Abfluss der Source Bleue - Ruisseau de Fontaine Ronde, 6 km - Ruisseau des Lavaux, 12 km - Théverot, 9 km - Malcombe, 3 km - Rançonnière, 10 km - La Ronde (Schweiz) - Combe Chavat (Schweiz) - Ruisseau de la Motte (Schweiz) - Cude, 2 km - Roide, 4 km - Gland, 14 km - Allaine, 58 km - Lougres, 4 km - Ruisseau de la Abbaye, 4 km - Ruisseau de Soye, 6 km - Abfluss der Source Bleue - Ruisseau des Longeaux, 5 km - Ruisseau de Trébignon, 2 km - Grabusse, 9 km - Arne, 15 km - Vèze, 8 km - Sablonne, 27 km - Sablonné, 8 km |

## Flora und Fauna
Im Doubs kommt die seltene Fischart Rhone-Streber (Zingel asper) vor.

## Schutzgebiete
Die Natur- und Kulturlandschaften am Doubs sind sowohl in Frankreich als auch in der Schweiz mit zahlreichen Mitteln geschützt. Grosse Landschaftsschutzgebiete sind etwa der französische Regionale Naturpark Haut-Jura und der Regionale Naturpark Doubs-Horloger, der schweizerische regionale Naturpark Parc du Doubs und das Schweizer Gebiet Vallée du Doubs, das im Bundesinventar der Landschaften und Naturdenkmäler von nationaler Bedeutung (BLN) verzeichnet ist. Einige Flussabschnitte sind besondere Naturschutzgebiete, zum Beispiel: Bei der Doubsquelle liegt das geschützte Torfmoor von La Mouthe, im Kanton Jura liegen Auengebiete von nationaler Bedeutung, der Flussraum bei Biaufond ist ein bedeutendes Amphibienlaichgebiet, am Unterlauf fließt der Doubs durch das Waldschutzgebiet Forêt de Chaux, und auch der Flussraum am Unterlauf des Doubs ist ein Schutzgebiet.

## Brücken

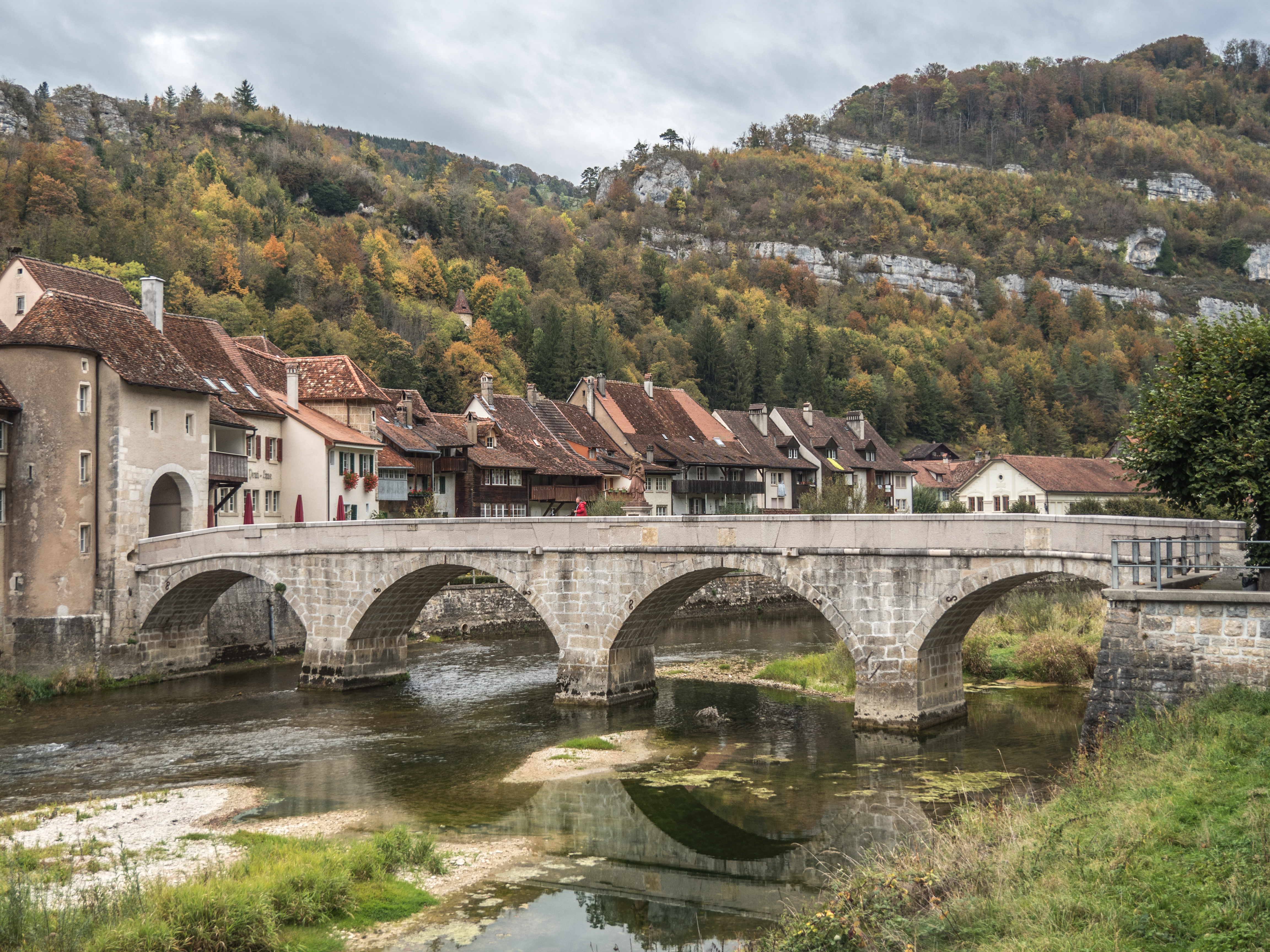
Denkmalgeschützte Steinbogenbrücke von 1729 in St. Ursanne

Auf Schweizer Gebiet wird der Doubs von rund 20 Brücken überquert.

## Schifffahrt
Zwischen Montbéliard und Dole ist der Doubs teilweise kanalisiert und bildet ein Teilstück des Rhein-Rhône-Kanals. Auch in seinem Mündungsabschnitt zwischen Navilly und Verdun-sur-le-Doubs kann der Fluss mit Schiffen befahren werden.

## Bilder

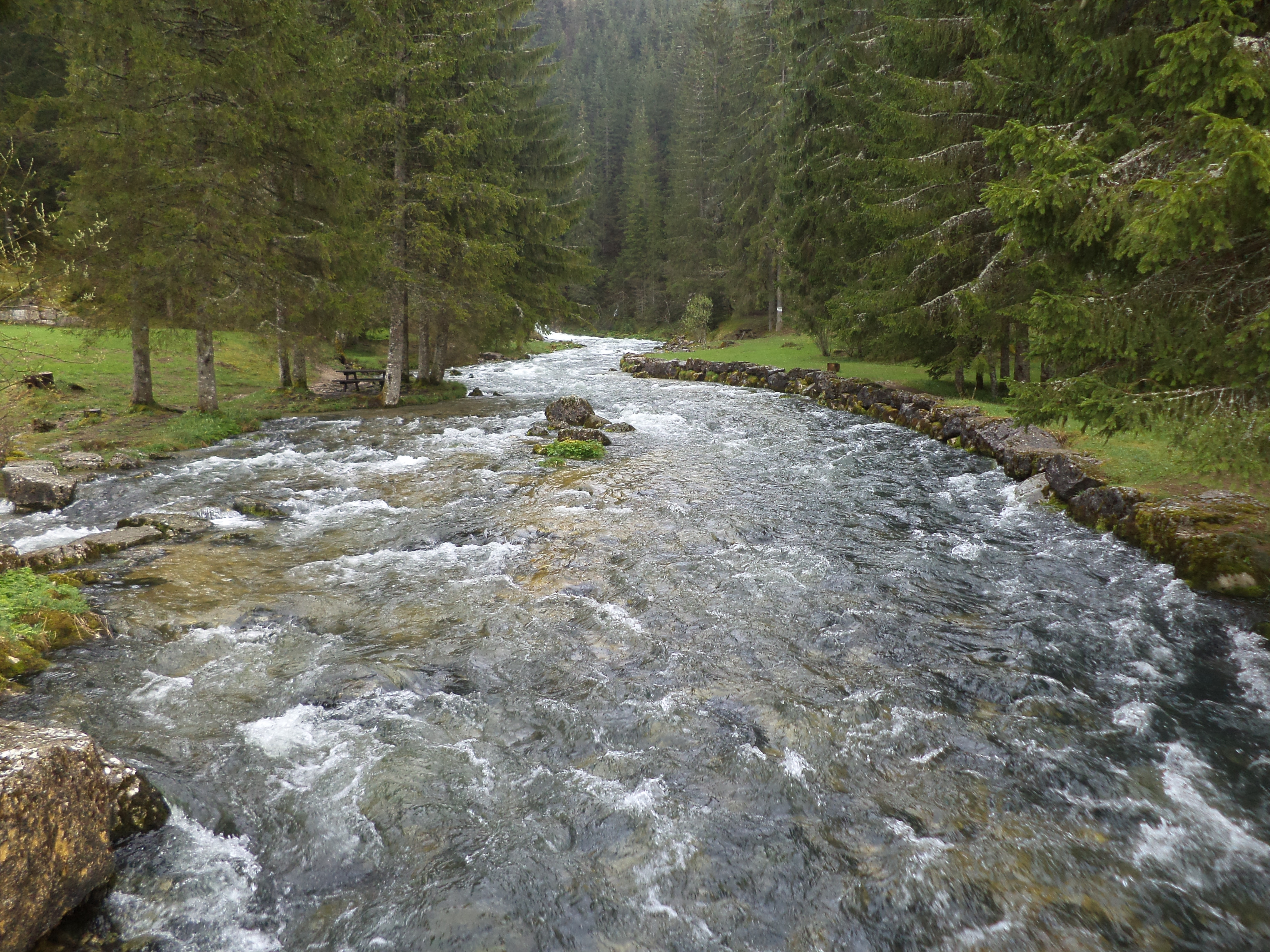
Kurz nach der Quelle
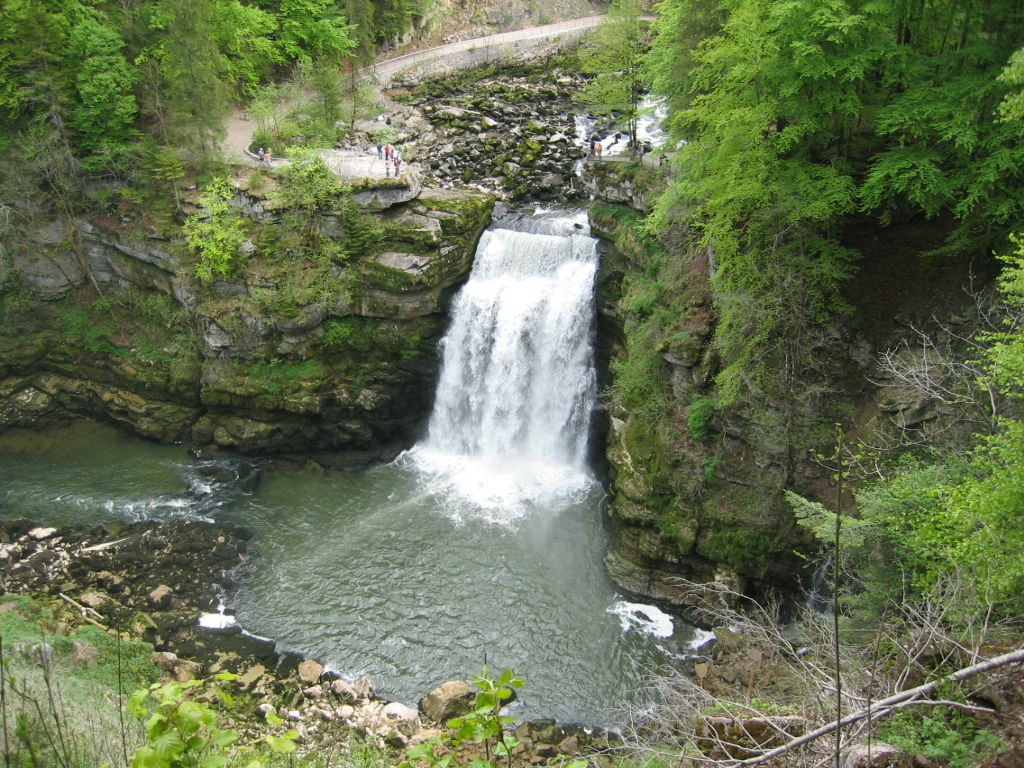
Der Saut du Doubs
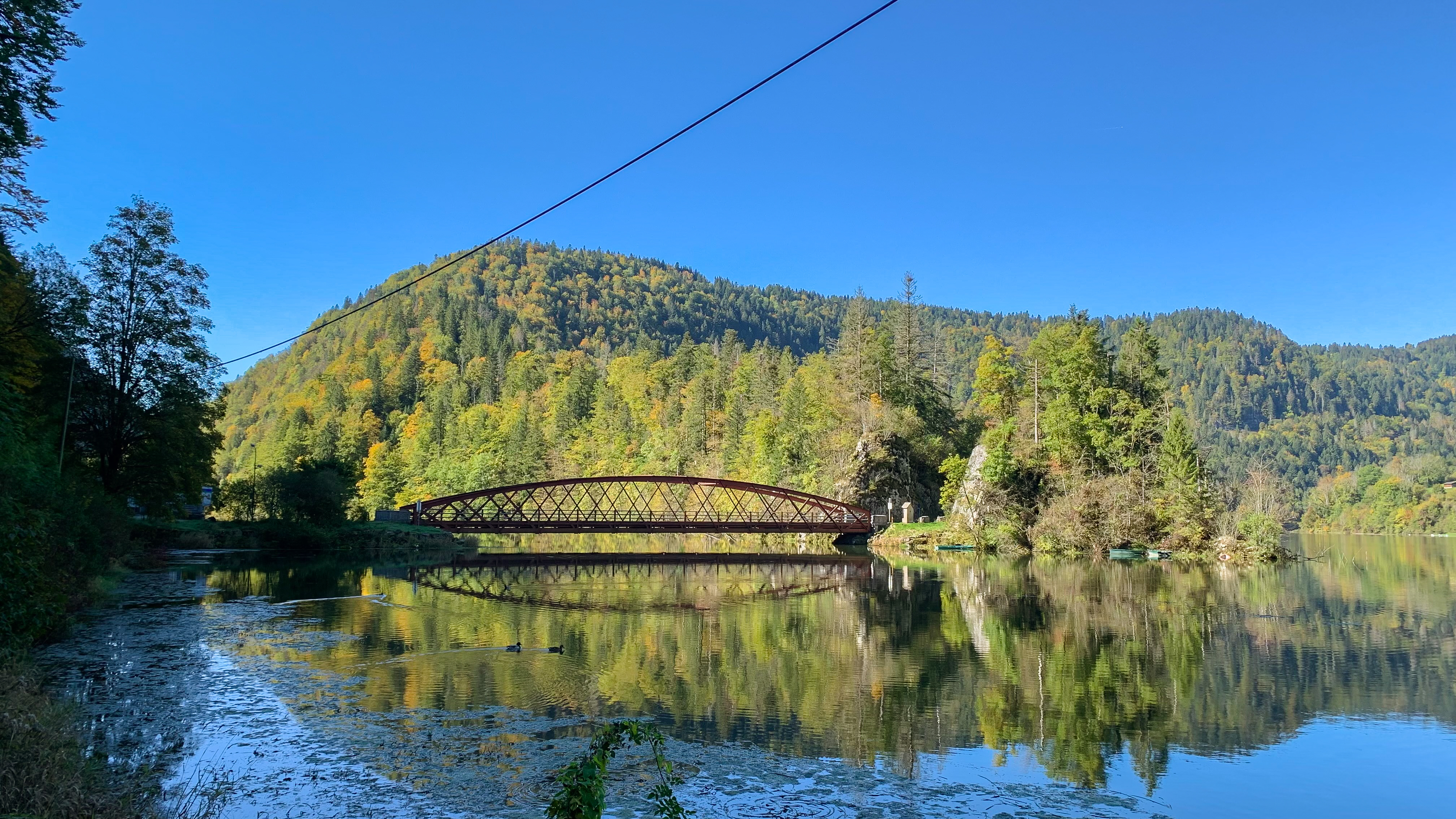
Bei Biaufond
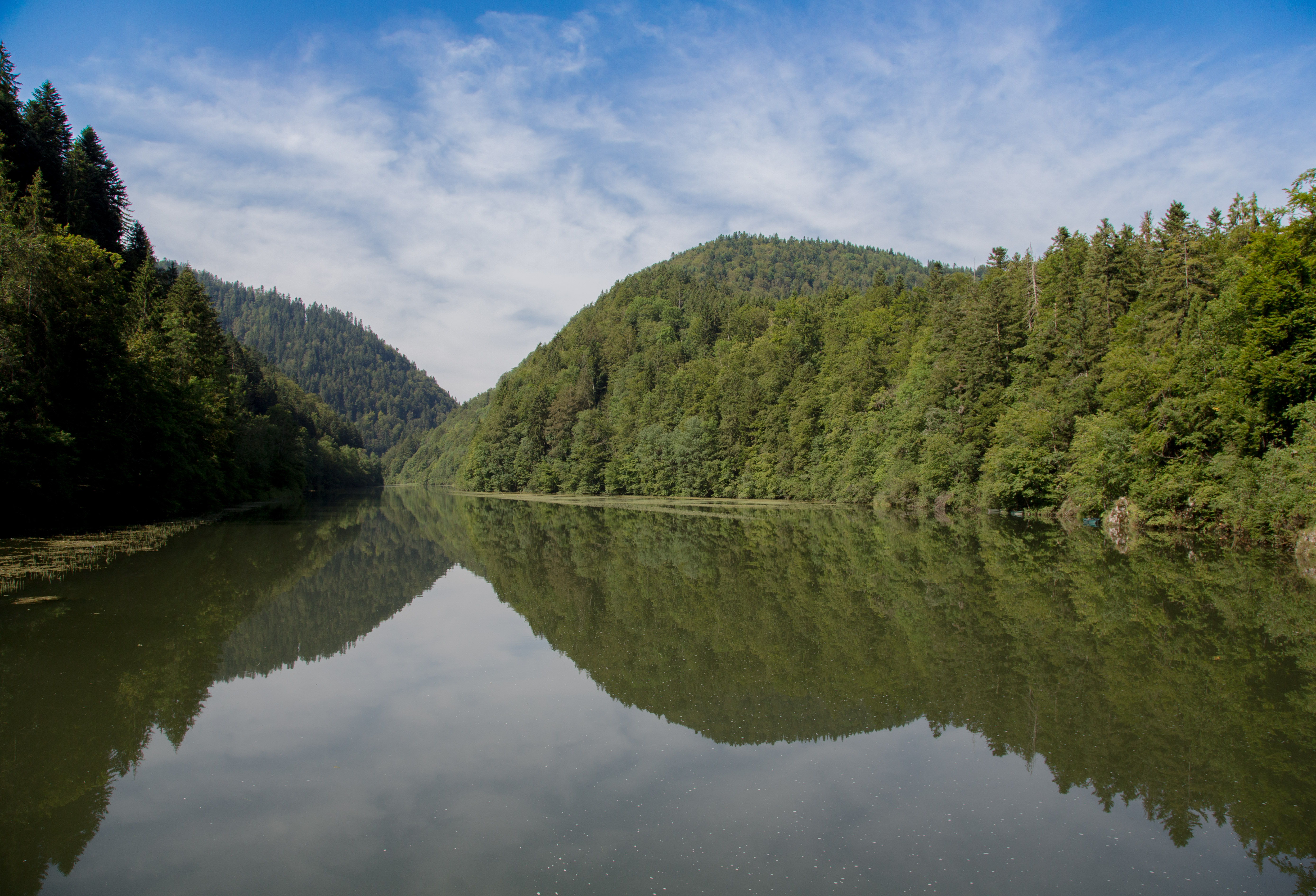
Bei Biaufond
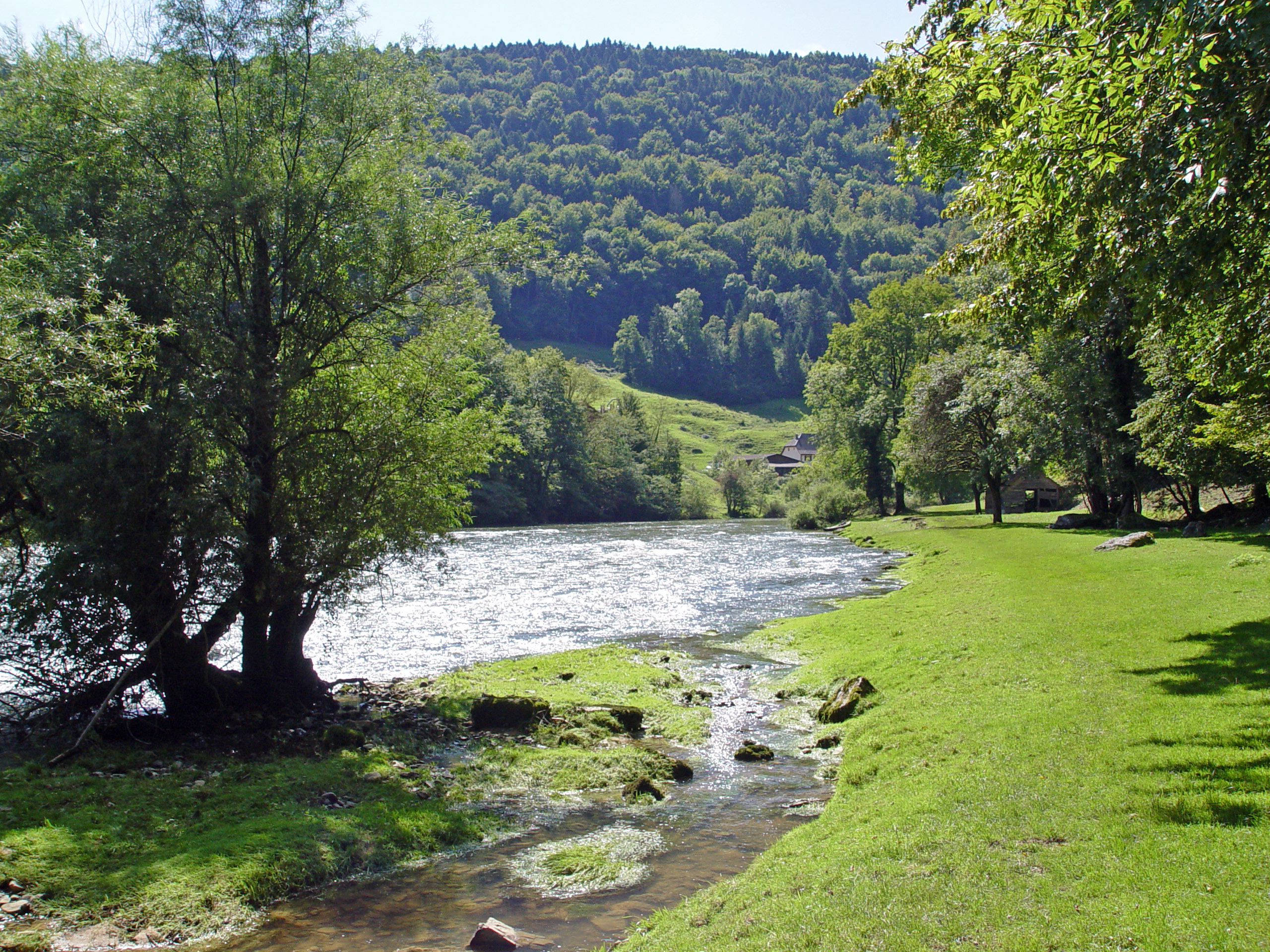
Der Doubs östlich von Soubey (Clos du Doubs)
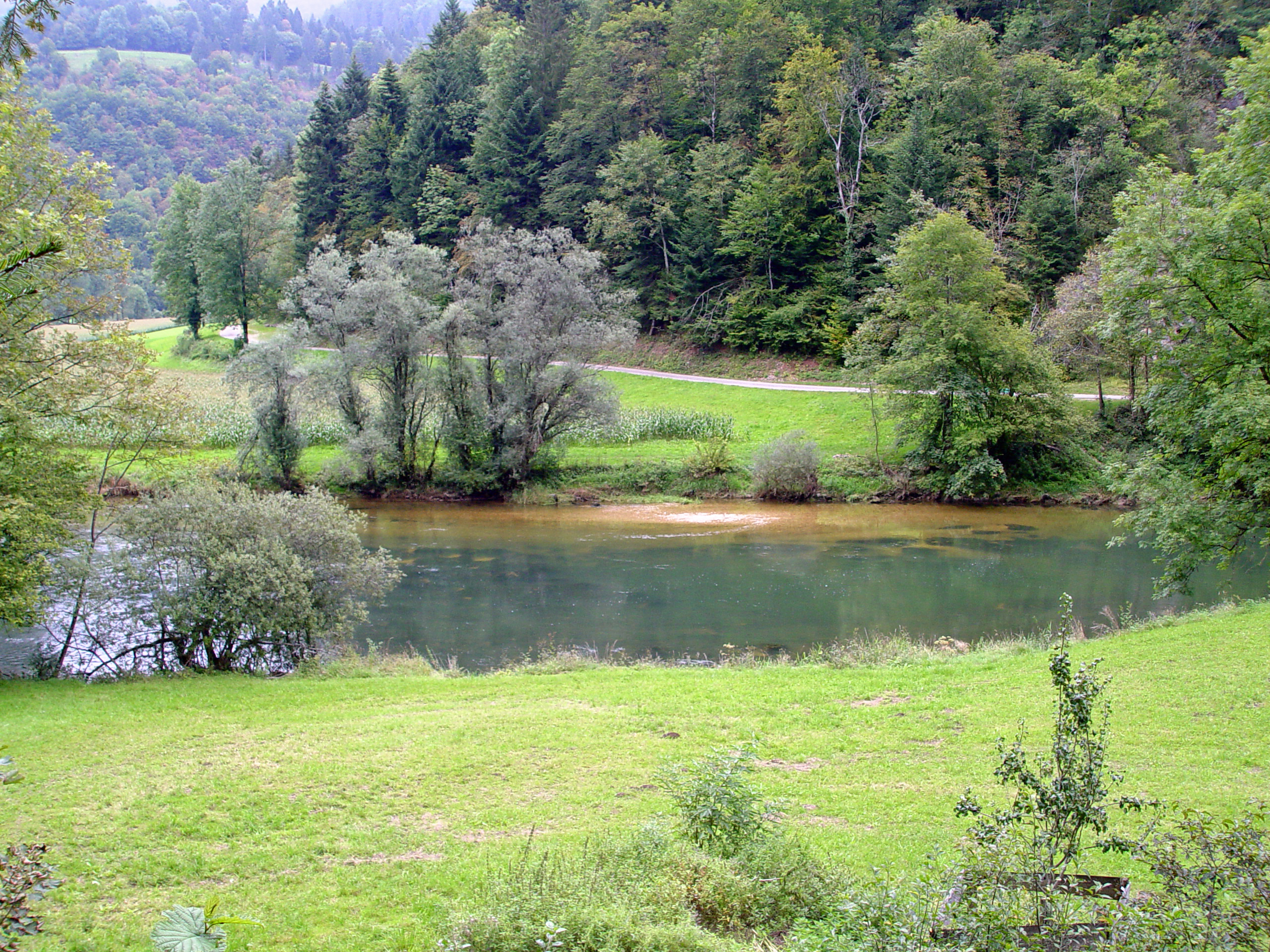
Bei Soubey
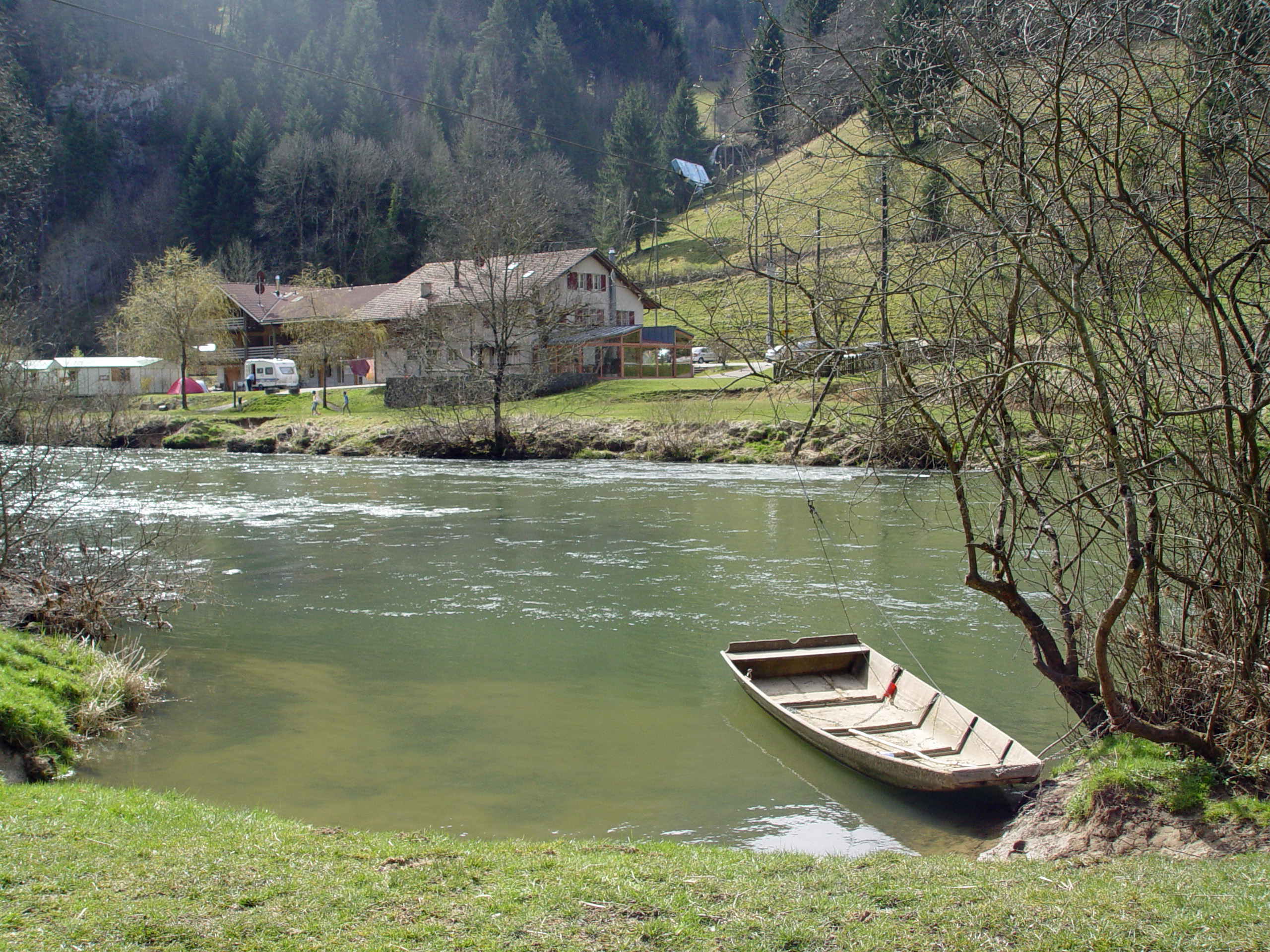
Tariche am Doubs südwestlich von Saint-Ursanne
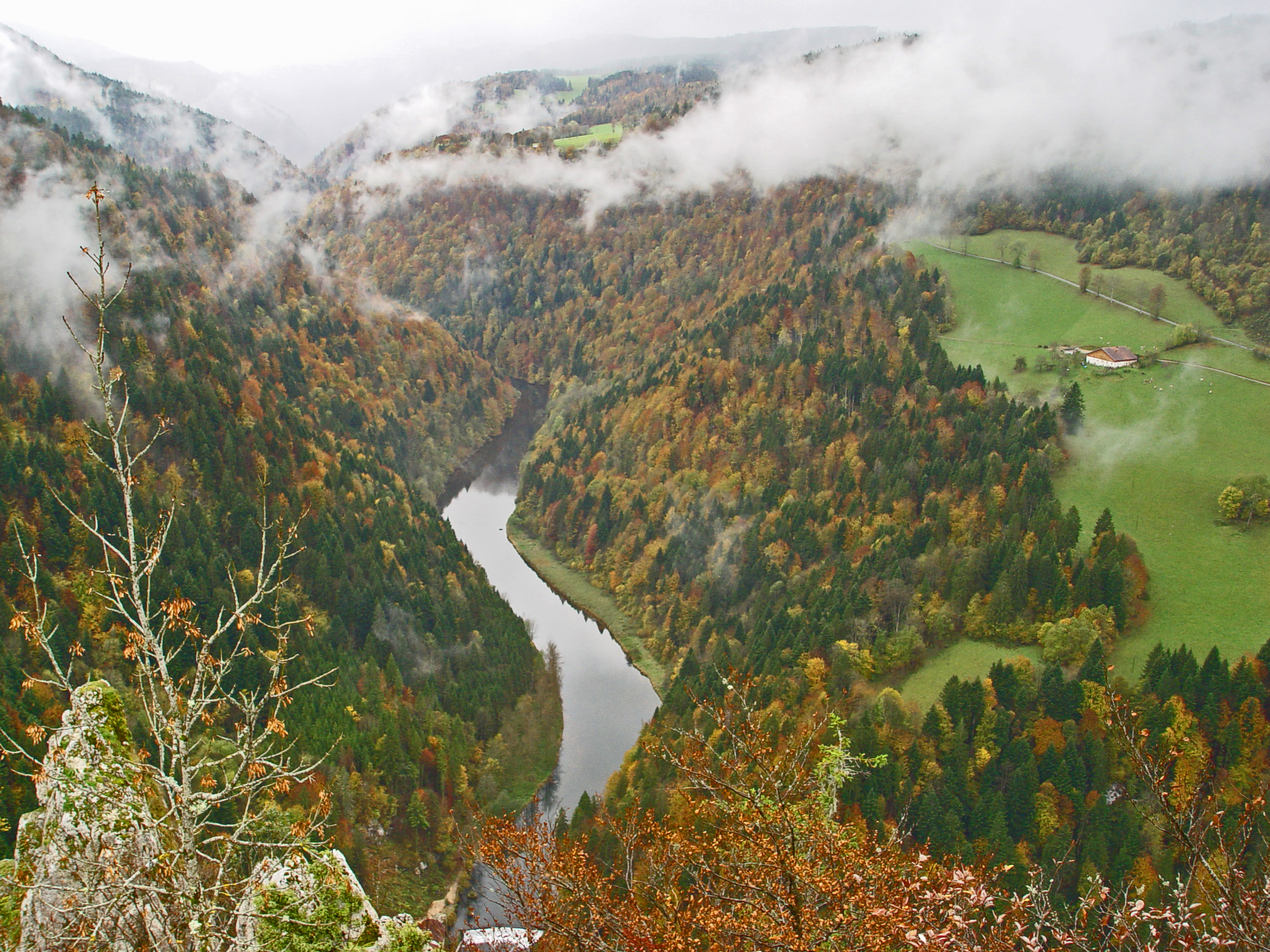
Blick vom Felsen bei Muriaux
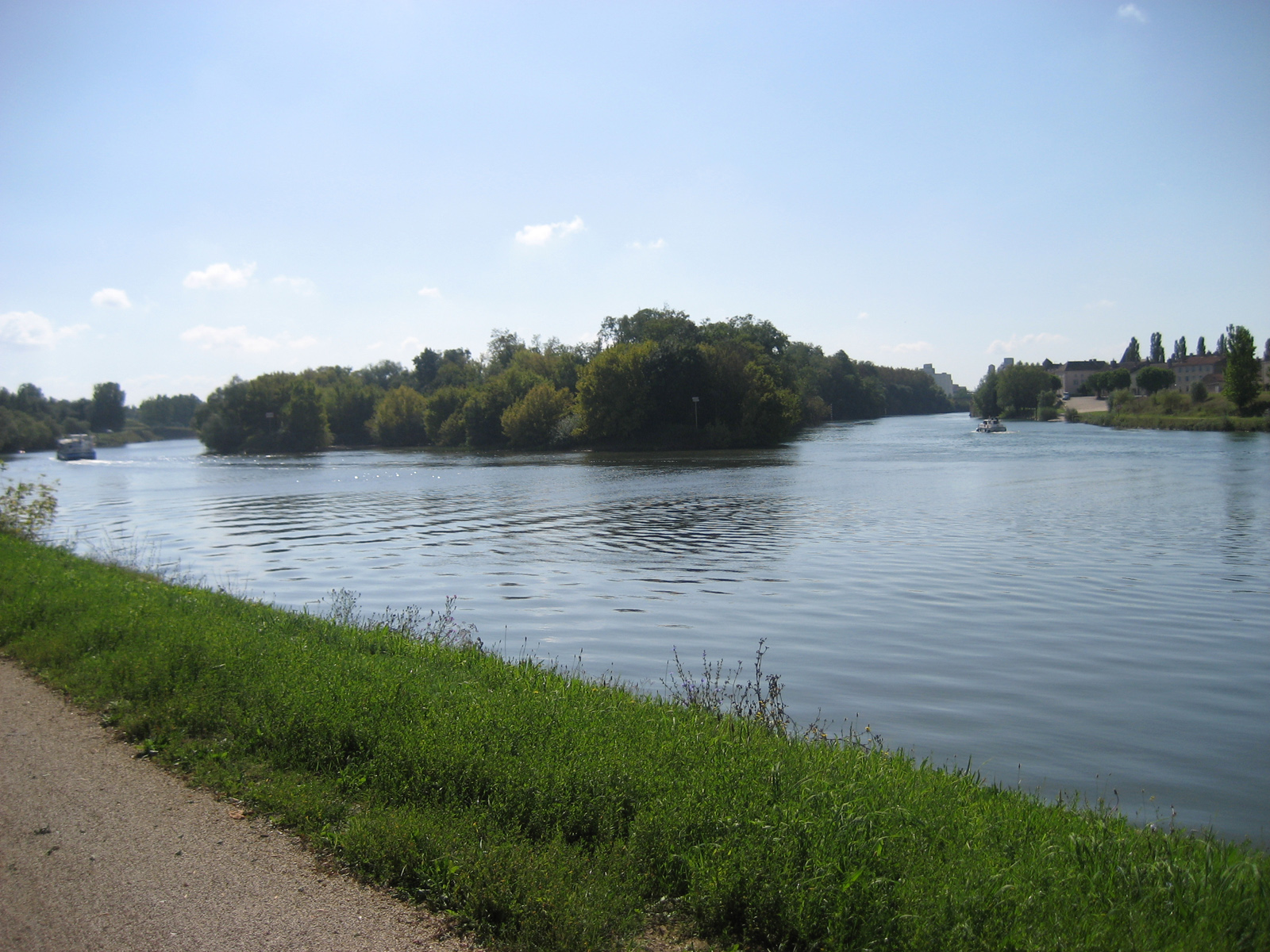
Zusammenfluss von Doubs und Saône
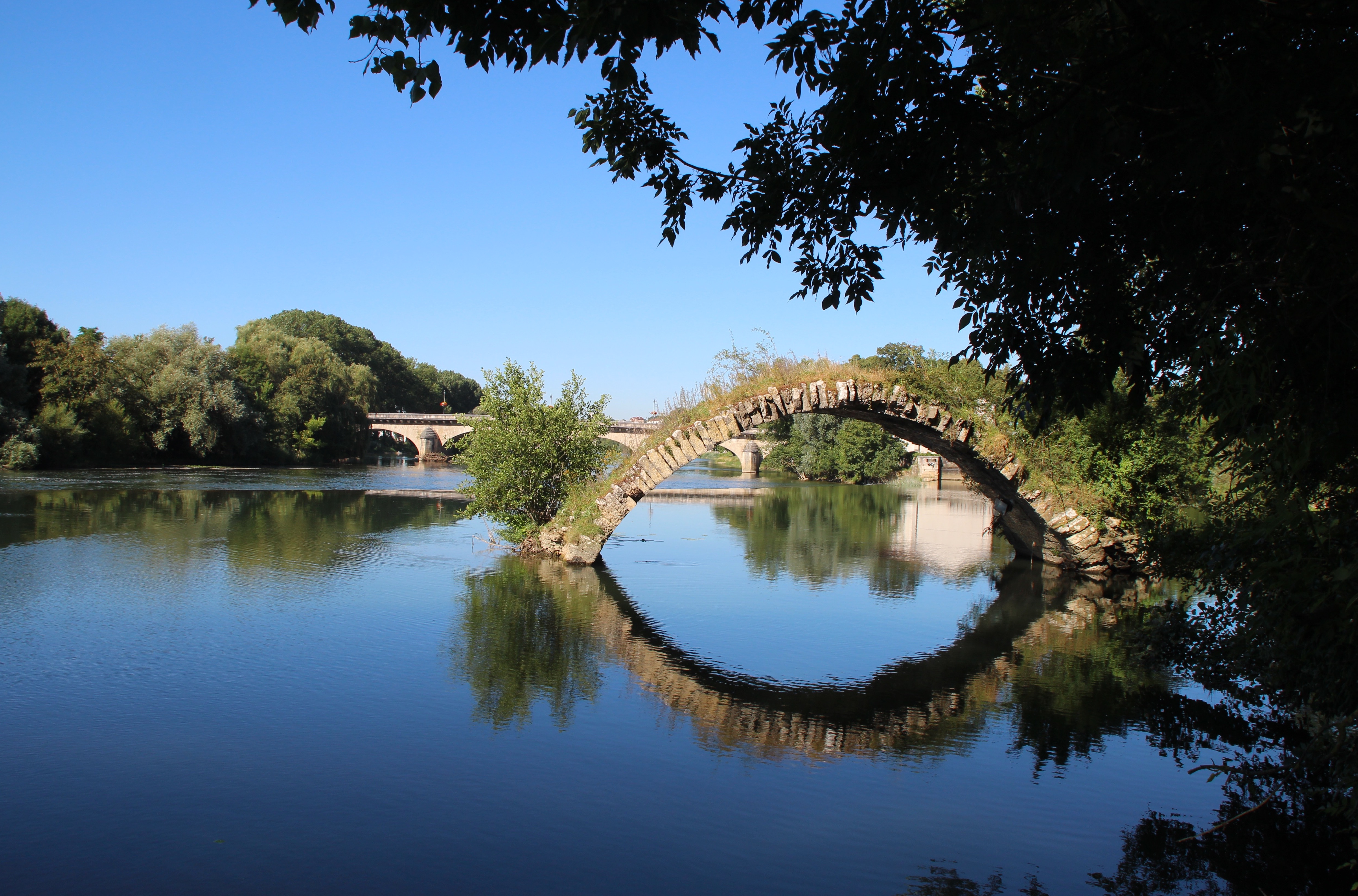
Rest einer römischen Brücke in Dole